# Marcos Márquez
Marcos Márquez Lebrero, más conocido como Marcos Márquez (Sevilla, España, 23 de julio de 1977) es un exfutbolista español. Jugaba como delantero centro.

## Trayectoria
Criado en las categorías inferiores del Sevilla FC, abandonó las filas del club de Nervión en 1999 para marchar al filial del Atlético de Madrid, que en aquella temporada militaba en la Segunda División. En 2001 fue fichado por el Córdoba, también de la Segunda División, para posteriormente pasar por la AD Ceuta durante la temporada 2003-04 y por el CD Leganés durante la 2004-05.

### UD Las Palmas
El 15 de junio de 2005 se convirtió en jugador de la UD Las Palmas, en ese momento en Segunda División B.  Apodado el Matador, pasó a la historia del club grancanario al ser el jugador que anotó el gol de la victoria (1-0), a pase del canterano Nauzet Alemán, frente al CD Linares el 24 de junio de 2006 en el Estadio de Gran Canaria, y que supuso el ascenso de la Unión Deportiva Las Palmas a la Segunda División.
En la temporada 2006-07 ganó el Trofeo Pichichi de la Segunda División tras anotar 21 goles. En la temporada 2008-09 quedó en tercer puesto en el Trofeo Pichichi de la Segunda División tras anotar 21 goles, por detrás de Ewerthon (28 goles) y Nino (29 goles).
En junio de 2010 terminó su andadura en el club grancanario, al no contar para la siguiente temporada en los planes del equipo amarillo, rescindiendo formalmente su relación contractual con Las Palmas el 5 de agosto. En total en el equipo amarillo anotó 73 goles en 179 partidos.

### UD Salamanca
El 5 de agosto de 2010 fichó por la UD Salamanca, de la Segunda División de España, aunque descendería a Segunda B con su nuevo equipo esa misma temporada. En julio de 2011 renovó su contrato. Finalmente al acabar la temporada 2011-12 anunció su retirada.
Actualmente, se encuentra en posesión del título de entrenador.

## Clubes y estadísticas
| Club                              | Temporada | División           | Liga  | Liga  | Copa  | Copa  |
| Club                              | Temporada | División           | Part. | Goles | Part. | Goles |
| --------------------------------- | --------- | ------------------ | ----- | ----- | ----- | ----- |
| Sevilla B · España                | 1997-98   | Segunda División B | 20    | 6     |       |       |
| Atlético de Madrid B · España     | 1998-99   | Segunda División   | 23    | 9     |       |       |
| Atlético de Madrid B · España     | 1999-00   | Segunda División   | 28    | 6     |       |       |
| Córdoba CF · España               | 2000-01   | Segunda División   | 19    | 4     |       |       |
| Córdoba CF · España               | 2001-02   | Segunda División   | 9     | 1     |       |       |
| Córdoba CF · España               | 2002-03   | Segunda División   | 14    | 1     |       |       |
| AD Ceuta · España                 | 2003-04   | Segunda División B | 28    | 6     |       |       |
| CD Leganés · España               | 2004-05   | Segunda División B | 27    | 14    |       |       |
| UD Las Palmas · España            | 2005-06   | Segunda División B | 36    | 12    |       |       |
| UD Las Palmas · España            | 2006-07   | Segunda División   | 37    | 21    |       |       |
| UD Las Palmas · España            | 2007-08   | Segunda División   | 32    | 15    |       |       |
| UD Las Palmas · España            | 2008-09   | Segunda División   | 40    | 21    |       |       |
| UD Las Palmas · España            | 2009-10   | Segunda División   | 34    | 3     | 1     | 0     |
| UD Salamanca · España             | 2010-11   | Segunda División   | 36    | 5     | 1     | 0     |
| UD Salamanca · España             | 2011-12   | Segunda División B | 23    | 10    | 1     | 0     |
| Actualizado a 8 de enero de 2012. |           |                    |       |       |       |       |

### Hat-tricks
Partidos en los que anotó tres o más goles:
| N.º | Fecha                  | Estadio                                             | Partido                          | Goles | Resultado | Competición                            |
| --- | ---------------------- | --------------------------------------------------- | -------------------------------- | ----- | --------- | -------------------------------------- |
| 1   | 2 de octubre de 2005   | Estadio de Gran Canaria, Las Palmas de Gran Canaria | UD Las Palmas - AD Alcorcón      | 3     | 4 - 0     | Segunda División "B" de España 2005/06 |
| 2   | 2 de diciembre de 2006 | Estadio de Gran Canaria, Las Palmas de Gran Canaria | UD Las Palmas - Deportivo Alavés | 3     | 6 - 1     | Segunda División de España 2006/07     |

## Palmarés

### Distinciones individuales
| Distinción                                         | Año  |
| -------------------------------------------------- | ---- |
| Trofeo Pichichi y Trofeo Zarra de Segunda División | 2007 |

### Campeonatos amistosos
| Título                                          | Club          | País   | Año         |
| ----------------------------------------------- | ------------- | ------ | ----------- |
| Trofeo Ciudad de Las Palmas de Gran Canaria (2) | UD Las Palmas | España | 2006 y 2009 |
| Torneo de San Ginés (2)                         | UD Las Palmas | España | 2005 y 2008 |
| Trofeo Teide                                    | UD Las Palmas | España | 2006        |
| Torneo de Maspalomas                            | UD Las Palmas | España | 2008        |
| Trofeo Diputación de Córdoba                    | UD Las Palmas | España | 2009        |
| Copa Castilla y León                            | UD Salamanca  | España | 2011        |